# Premio Nacional de Ciencias y Premio Nacional de Artes y Literatura
El Premio Nacional de Ciencias y el Premio Nacional de Artes y Literatura son dos preseas otorgadas por el Gobierno mexicano con la intención de promover el desarrollo científico, tecnológico y cultural del país. Se otorga anualmente a una o varias personas o a una organización no gubernamental.
El Premio Nacional de Ciencias es entregado por la Secretaría de Educación Pública (SEP) en las siguientes categorías:
- Ciencias Físico-Matemáticas y Naturales
- Tecnología, Innovación y Diseño.

El Premio Nacional de Artes y Literatura es entregado por la Secretaría de Cultura en las siguientes categorías:
- Lingüística y Literatura
- Bellas Artes
- Historia, Ciencias Sociales y Filosofía
- Artes y Tradiciones Populares.

El premio se creó en 1945 por decreto presidencial entregado por la SEP bajo el nombre de Premio Nacional de Ciencias y Artes. Antes de 1945 la Secretaría de Educación Pública ya había instituido un Premio Nacional de Literatura, pero dejó de otorgarse a partir de la creación de esta presea. En 2015, con la creación de la Secretaría de Cultura, el premio se dividió en dos preseas bajo su configuración actual.

## Lista de ganadores
A la fecha, han recibido el premio:
| Año         | Tecnología, Innovación y Diseño                                                         | Bellas Artes                                                                                                   | Lingüística y Literatura                                                                 | Ciencias Físico-Matemáticas y Naturales                                                        | Historia, Ciencias Sociales y Filosofía                                                     | Artes y Tradiciones Populares |
| ----------- | --------------------------------------------------------------------------------------- | --- | ---------------------------------------------------------------------------------------- | ---------------------------------------------------------------------------------------------- | ------------------------------------------------------------------------------------------- | --- |
| 1945        | No se otorgó                                                                            | No se otorgó                                                                                                   | Alfonso Reyes Ochoa                                                                      | No se otorgó                                                                                   | No se otorgó                                                                                | No se otorgó |
| 1946        | No se otorgó                                                                            | José Clemente Orozco                                                                                           | No se otorgó                                                                             | No se otorgó                                                                                   | No se otorgó                                                                                | No se otorgó |
| 1947        | No se otorgó                                                                            | Manuel M. Ponce                                                                                                | No se otorgó                                                                             | No se otorgó                                                                                   | No se otorgó                                                                                | No se otorgó |
| 1948        | No se otorgó                                                                            | No se otorgó                                                                                                   | No se otorgó                                                                             | Maximiliano Ruiz Castañeda                                                                     | No se otorgó                                                                                | No se otorgó |
| 1949        | No se otorgó                                                                            | No se otorgó                                                                                                   | Mariano Azuela González                                                                  | No se otorgó                                                                                   | No se otorgó                                                                                | No se otorgó |
| 1950        | No se otorgó                                                                            | Diego Rivera                                                                                                   | No se otorgó                                                                             | No se otorgó                                                                                   | No se otorgó                                                                                | No se otorgó |
| 1951        | No se otorgó                                                                            | Candelario Huízar                                                                                              | No se otorgó                                                                             | No se otorgó                                                                                   | No se otorgó                                                                                | No se otorgó |
| 1952 - 1956 | No se otorgó                                                                            | No se otorgó                                                                                                   | No se otorgó                                                                             | No se otorgó                                                                                   | No se otorgó                                                                                | No se otorgó |
| 1957        | No se otorgó                                                                            | No se otorgó                                                                                                   | No se otorgó                                                                             | Nabor Carrillo Flores                                                                          | No se otorgó                                                                                | No se otorgó |
| 1958        | No se otorgó                                                                            | Carlos Chávez y Gerardo Murillo (Dr. Atl)                                                                      | Martín Luis Guzmán                                                                       | No se otorgó                                                                                   | No se otorgó                                                                                | No se otorgó |
| 1959        | No se otorgó                                                                            | No se otorgó                                                                                                   | No se otorgó                                                                             | Manuel Sandoval Vallarta                                                                       | No se otorgó                                                                                | No se otorgó |
| 1960        | No se otorgó                                                                            | No se otorgó                                                                                                   | No se otorgó                                                                             | No se otorgó                                                                                   | Alfonso Caso                                                                                | No se otorgó |
| 1961        | No se otorgó                                                                            | No se otorgó                                                                                                   | No se otorgó                                                                             | Ignacio Chávez Sánchez                                                                         | No se otorgó                                                                                | No se otorgó |
| 1962        | No se otorgó                                                                            | No se otorgó                                                                                                   | No se otorgó                                                                             | No se otorgó                                                                                   | Jesús Silva Herzog y Santiago Genovés Tarazaga                                              | No se otorgó |
| 1963        | No se otorgó                                                                            | No se otorgó                                                                                                   | No se otorgó                                                                             | Guillermo Haro Barraza                                                                         | No se otorgó                                                                                | No se otorgó |
| 1964        | No se otorgó                                                                            | Blas Galindo y Rufino Tamayo                                                                                   | Carlos Pellicer Cámara                                                                   | Ignacio González Guzmán                                                                        | No se otorgó                                                                                | No se otorgó |
| 1965        | No se otorgó                                                                            | No se otorgó                                                                                                   | Ángel María Garibay Kintana                                                              | Datos pendientes                                                                               | No se otorgó                                                                                | No se otorgó |
| 1966        | No se otorgó                                                                            | David Alfaro Siqueiros                                                                                         | Jaime Torres Bodet                                                                       | Arturo Rosenblueth Stearns                                                                     | No se otorgó                                                                                | No se otorgó |
| 1967        | No se otorgó                                                                            | Roberto Montenegro y Luis Ortiz Monasterio                                                                     | Salvador Novo López                                                                      | José Adem Chaín                                                                                | No se otorgó                                                                                | No se otorgó |
| 1968        | No se otorgó                                                                            | José Villagrán García                                                                                          | José Gorostiza Alcalá                                                                    | Marcos Moshinsky Borodiansky y Salvador Zubirán Anchondo                                       | No se otorgó                                                                                | No se otorgó |
| 1969        | No se otorgó                                                                            | Francisco Díaz de León                                                                                         | Justino Fernández y Silvio Zavala Vallado                                                | Fernando de Alba Andrade                                                                       | Ignacio Bernal                                                                              | No se otorgó |
| 1970        | No se otorgó                                                                            | Jorge González Camarena                                                                                        | Juan Rulfo                                                                               | Carlos Graef Fernández                                                                         | No se otorgó                                                                                | No se otorgó |
| 1971        | No se otorgó                                                                            | Gabriel Figueroa Mateos                                                                                        | Daniel Cosío Villegas                                                                    | Jesús Romo Armería                                                                             | No se otorgó                                                                                | No se otorgó |
| 1972        | No se otorgó                                                                            | Juan O'Gorman                                                                                                  | Rodolfo Usigli                                                                           | Isaac Costero Tudanca, Antonio González Ochoa y Luis Sánchez Medal                             | No se otorgó                                                                                | No se otorgó |
| 1973        | No se otorgó                                                                            | Pedro Ramírez Vázquez                                                                                          | Agustín Yáñez                                                                            | Carlos Casas Campillo                                                                          | No se otorgó                                                                                | No se otorgó |
| 1974        | No se otorgó                                                                            | José Chávez Morado                                                                                             | Rubén Bonifaz Nuño y Edmundo O'Gorman                                                    | Ruy Pérez Tamayo y Emilio Rosenblueth                                                          | No se otorgó                                                                                | No se otorgó |
| 1975        | No se otorgó                                                                            | Manuel Álvarez Bravo                                                                                           | Francisco Monterde                                                                       | Joaquín Cravioto Muñoz, Guillermo Massieu Helguera y Arcadio Poveda Ricalde                    | No se otorgó                                                                                | No se otorgó |
| 1976        | Wenceslao X. López Martín del C. y Reinaldo Pérez Rayón                                 | Luis Barragán, Rodolfo Halffter y Julio Prieto Posadas                                                         | Antonio Gómez Robledo y Efraín Huerta                                                    | Julián Adem Chaín, Samuel Gitler Hammer e Ismael Herrera Revilla                               | Eduardo García Maynez                                                                       | No se otorgó |
| 1977        | Francisco Rafael del Valle Canseco                                                      | Luis Buñuel | Octavio Paz                                                                              | Jorge Cerbón Solórzano                                                                         | Víctor L. Urquídi Bringham                                                                  | No se otorgó |
| 1978        | Enrique del Moral                                                                       | Gunther Gerzso Wendland                                                                                        | Fernando Benítez                                                                         | Rafael Méndez Martínez                                                                         | Mario de la Cueva                                                                           | No se otorgó |
| 1979        | Juan Celada Salmón                                                                      | Guillermina Bravo                                                                                              | Juan José Arreola                                                                        | Pablo Rudomín Zevnovaty                                                                        | Gonzalo Aguirre Beltrán                                                                     | No se otorgó |
| 1980        | Marcos Mazari Menzer                                                                    | Carlos Orozco Romero                                                                                           | José Luis Martínez Rodríguez                                                             | Guillermo Soberón Acevedo                                                                      | Leopoldo Zea Aguilar                                                                        | No se otorgó |
| 1981        | Luis Esteva Maraboto                                                                    | José Luis Cuevas                                                                                               | Mauricio Magdaleno                                                                       | Manuel Peimbert Sierra                                                                         | Miguel León Portilla                                                                        | No se otorgó |
| 1982        | Raúl J. Marsal Córdoba                                                                  | Teodoro González de León y Abraham Zabludovsky                                                                 | Elías Nandino                                                                            | Bernardo Sepúlveda Gutiérrez                                                                   | Héctor Fix Zamudio                                                                          | No se otorgó |
| 1983        | José Antonio Ruiz de la Herrán                                                          | Manuel Enríquez                                                                                                | Jaime Sabines                                                                            | Octavio Novaro Peñalosa                                                                        | Luis González y González                                                                    | No se otorgó |
| 1984        | Jorge Suárez Díaz                                                                       | Pedro Coronel                                                                                                  | Carlos Fuentes Macías                                                                    | José Ruiz Herrera                                                                              | Pablo González Casanova                                                                     | Artesanos de Santa Clara del Cobre, Michoacán |
| 1985        | José Luis Sánchez Bribiesca                                                             | Alberto Beltrán García                                                                                         | Marco Antonio Montes de Oca                                                              | Marcos Rojkind Matluk                                                                          | Alfonso Noriega Cantú                                                                       | Banda Infantil del Centro de Capacitación Musical de la Región Mixe, Oaxaca y Grupo de Teñidores Mixtecos del Caracol Púrpura Pansa, Pinotepa Nacional, Oaxaca                        |
| 1986        | Daniel Malacara Hernández                                                               | Mario Pani | Rafael Solana                                                                            | Adolfo Martínez Palomo                                                                         | Luis Villoro Toranzo                                                                        | Grupo de Danza Regional Chichimeca de Querétaro y Sociedad de Artesanos Indígenas Snajolobil, Chiapas                                                                                 |
| 1987        | Enrique Hong Chong                                                                      | Juan Soriano                                                                                                   | Alí Chumacero                                                                            | René Raúl Drucker Colín e Ignacio Madrazo Navarro                                              | Ernesto de la Torre Villar                                                                  | Grupo Conca' Ac de los Seris, Sonora |
| 1988        | Mayra de la Torre                                                                       | Manuel Felguérez                                                                                               | Eduardo Lizalde                                                                          | Leopoldo García-Colín Scherer                                                                  | Jorge A. Bustamante Fernández                                                               | Roberto Ruiz |
| 1989        | No se otorgó                                                                            | Ignacio Díaz Morales                                                                                           | Juan García Ponce                                                                        | Donato Alarcón Segovia                                                                         | Beatriz Ramírez de la Fuente                                                                | Manuel Esperón, Gabriel Ruiz Galindo y Consuelo Velázquez |
| 1990        | Juan Milton Garduño y Daniel Reséndiz Núñez                                             | Olga Costa | Salvador Elizondo Alcalde                                                                | José Sarukhán Kermez                                                                           | No se otorgó                                                                                | Pedro Linares López |
| 1991        | Roberto Meli Piralla y Octavio Paredes López                                            | Mario Lavista Camacho, Ricardo Legorreta Vilchis y Vicente Rojo Almazán                                        | Fernando del Paso Morante                                                                | Pedro Joseph-Nathan y Miguel José Yacamán                                                      | Juan Antonio Ortega y Medina                                                                | Pirotécnicos de Tultepec, Estado de México |
| 1992        | Lorenzo Martínez Gómez y Gabriel Torres Villaseñor                                      | Manuel de Elías Mondragón, Amalia Hernández Navarro y José de Jesús Francisco Zúñiga Chavarría                 | José Emilio Pacheco Berny                                                                | Hugo Aréchiga Urtuzuástegui y Francisco G. Bolívar Zapata                                      | Luis González Rodríguez y Juan Somolinos Palencia                                           | Gorky González |
| 1993        | José Ricardo Gómez Romero                                                               | Carlos Jiménez Mabarak                                                                                         | Sergio Pitol                                                                             | Luis Felipe Rodríguez Jorge                                                                    | Moisés González Navarro y Fernando Salmerón Roiz                                            | Artesanos y Artesanas de la laca de Olinalá, Guerrero |
| 1994        | Francisco José Sánchez Sesma y Juan Vázquez Lombera                                     | Héctor Mendoza Franco                                                                                          | Andrés Henestrosa Morales                                                                | Jorge Flores Valdés y Rafael Palacios de la Lama                                               | Román Piña Chán                                                                             | Mario Kuri Aldana |
| 1995        | Alfredo Sánchez Marroquín                                                               | Federico Silva                                                                                                 | Juan Miguel Lope Blanch                                                                  | Marcelino Cerejido Mattioli, Cinna Lomnitz Aronsfrau y Lourival Possani Postay                 | Israel Cavazos Garza y Ramón Xirau Subias                                                   | Jorge Wilmot Mason |
| 1996        | Adolfo Guzmán Arenas y María Luisa Ortega Delgado                                       | Luis Nishizawa                                                                                                 | Emilio Carballido Fentanes                                                               | Flavio Manuel Mena Jara y José Luis Morán López                                                | Enrique Florescano Mayet y Pablo Latapí Sarre                                               | Alfonso Castillo Orta y Zeferino Nandayapa |
| 1997        | Baltasar Mena Iniesta y Feliciano Sánchez Sinencio                                      | Arturo Ripstein y Rosen                                                                                        | Germán List Arzubide                                                                     | Jesús Adolfo García Sáinz                                                                      | Rodolfo Stavenhagen                                                                         | Juan Reynoso Portillo |
| 1998        | No se otorgó                                                                            | Francisco Benjamín López Toledo                                                                                | Antonio Alatorre                                                                         | Eusebio Juaristi Cosío, Eduardo Ramírez M                                                      | no se otorgó                                                                                | Banda de Viento Brigido Santamaría de Tlayacapan y Antonio López Hernández |
| 1999        | Jesús González Hernández                                                                | Guillermo Arriaga Fernández                                                                                    | Alejandro Francisco Rossi Guerrero                                                       | Augusto Fernández Guardiola y Octavio José Obregón Díaz                                        | Josefina Zoraida Vázquez Vera                                                               | Orquesta Típica Yukalpetén y Juan Quezada Celado |
| 2000        | Francisco Alfonso Larqué Saavedra                                                       | José Raúl Anguiano Valadez                                                                                     | Margarita Ana María Frenk y Freund                                                       | Jorge Aceves Ruiz y Ranulfo Romo Trujillo                                                      | Fernando Flores García                                                                      | Joel Wilfrido Flores Villegas y la Unión de Danzantes y Voladores de Papantla |
| 2001        | Filiberto Vázquez Dávila                                                                | Federico Ibarra Groth, Alejandro Luna Ledesma y Alfredo Zalce Torres                                           | Vicente Leñero y Otero                                                                   | Onésimo Hernández Lerma, Herminia Pasantes Ordóñez y Julio Everardo Sotelo Morales             | Ida Rodríguez Prampolini                                                                    | Artesanos Tejedores de Rebozos de Santa María del Río, San Luis Potosí y Silvestre Tiburcio Noyola Rodríguez                                                                          |
| 2002        | Alexander Balankin                                                                      | Héctor García Cobo                                                                                             | Luisa Josefina Hernández y Lavalle y Elena Poniatowska                                   | Luis Fernando de la Peña Auerbach, Luis Rafael Herrera Estrella y Ricardo Tapia Ibargüengoytia | Adolfo Sánchez Vázquez                                                                      | Ramón Mata Torres, Erasmo Palma Fernández y Juan Rivera García |
| 2003        | Octavio Manero Brito, Leonardo Ríos Guerrero y Agustín López Munguía Canales            | Gilberto Horacio Aceves Navarro, Ludwik Margules Coben y José Juan Francisco Alfonso Serrano Cacho             | Ernesto de la Peña Muñoz                                                                 | Jorge Daniel Carlos Cantó Illa, Rubén Lisker Yourkowitsky, Thomas Henry Seligman Schurch       | Víctor Manuel Alcaraz Romero                                                                | José Benítez Sánchez y Gabriel Vargas |
| 2004        | Héctor Mario Gómez Galvarriato, Martín Guillermo Hernández Luna y Arturo Menchaca Rocha | Juan José Gurrola y Agustín Hernández Navarro                                                                  | Margo Glantz Shapiro                                                                     | Alejandro Frank y Armando Gómez Puyou                                                          | Juliana González Valenzuela                                                                 | Asociación de Actores y Escritores Sna Jtz'ibajom Cultura de los Indios Mayas (entre otros, Roberto M. Laughlin), Cooperativa La Flor de Xochistlahuaca y La Judea, Semana Santa Cora |
| 2005        | Alejandro Alagón Cano                                                                   | Leonora Carrington, Gloria Contreras y Luis Herrera de la Fuente                                               | Carlos Monsiváis                                                                         | Shri Krishna Singh Singh y José Antonio Stephan de la Peña Mena                                | Jorge Alberto Manrique Castañeda y Elisa Vargaslugo Rangel                                  | Artesanas y Artesanos Alfareros Popolocas de Los Reyes Metzontla, Puebla y Evaristo Borboa Casas y Fortunato Ramírez Camacho                                                          |
| 2006        | Fernando Samaniego Verduzco                                                             | Luis Fernando de Tavira Noriega, Joaquín Gutiérrez Heras                                                       | Emmanuel Carballo                                                                        | Juan Ramón de la Fuente Ramírez                                                                | Larissa Adler Milstein                                                                      | Leocadia Cruz Gómez, José Guadalupe Reyes Reyes, Grupo de Artesanos Tradición Tonalteca de Tonalá, Jalisco                                                                            |
| 2007        | Miguel Pedro Romo Organista                                                             | Carlos Prieto, Felipe Cazals                                                                                   | Sergio Enrique Fernández Cárdenas                                                        | Linda Silvia Torres Castilleja                                                                 | Eduardo Matos Moctezuma, Pilar Gonzalbo Aizpuru                                             | Francisco Coronel Navarro |
| 2008        | María de los Ángeles Valdés Ramírez                                                     | María Graciela del Carmen Iturbide Guerra, María Teresa Rodríguez Rodríguez y José Antonio Celso Solé y Nájera | Félix Jorge López Páez y José Guadalupe Moreno de Alba                                   | Edmundo García Moya, Alberto Robledo Nieto y Moisés Eduardo Selman Lama                        | Jaime Mario Labastida Ochoa, Álvaro Matute Aguirre, María Margarita Nolasco Armas (póstumo) | Grupo de Canto Cardenche de Sapioriz y Angélica Delfina Vázquez Cruz |
| 2009        | Blanca Elena Jiménez Cisneros y José Luis Leyva Montiel                                 | Helen Escobedo y Arturo Márquez Navarro                                                                        | Hugo Hiriart, Carlos Montemayor y José Luis Rivas                                        | Alberto Darszon Israel y Jaime Urrutia Fucugauchi                                              | Enrique de la Garza Toledo y José Ramón Cossío Díaz                                         | Celsa Iuit Moo, Cirilo Promotor Decena y el Grupo de Artesanas y Artesanos Alfareros Purépechas de Ocumicho, Michoacán                                                                |
| 2010        | Sergio Revah Moiseev                                                                    | Luis López y Loza y Marta Palau Bosch                                                                          | Gonzalo Edmundo Celorio y Blasco, Ignacio Antonio Solares Bernal y María Vilalta Soteras | Marcelo Lozada y Cassou y Gerardo Gamba Ayala                                                  | Enrique Krauze Kleinbort y María Soledad Loaeza Tovar                                       | Grupo de Artesanas Tejedoras de San Andrés Larráinzar y Grupo de Artesanos Indígenas Nativos de Baja California                                                                       |
| 2011        | Raúl Gerardo Quintero Flores                                                            | Pedro Miguel de Cervantes Salvadores y Jorge Fons Pérez                                                        | José Agustín y Daniel Sada Villarreal                                                    | Pedro Julio Collado Vides                                                                      | Jean Meyer y Lorenzo Meyer Cossío                                                           | Óscar Chávez, Wilberth Alfonso de Jesús Herrera Pérez y Grupo de alfareros de San Bartolo Coyotepec.                                                                                  |
| 2012        | Sergio Antonio Estrada Parra                                                            | Arón Claudio Bitrán Goren, Helene Joy Laville Perren y Fernando González Gortázar                              | Francisco Manuel Hernández Pérez                                                         | Rubén Gerardo Barrera y Pérez, Carlos Artemio Coello Coello y Estela Susana Lizano Soberón     | Carlos Marichal Salinas y Carlos Muñoz Izquierdo                                            | Antonio Camilo Bautista Jariz, Grupo Cofradía de San Juan Bautista y Comunidad de Músicos Tradicionales formada por las Familias Vega-Utrera                                          |
| 2013        | Martín Ramón Aluja Schuneman Hofer                                                      | Javier Álvarez Fuentes, Ángela Gurría, Paul Leduc Rosenzweig                                                   | Luis Fernando Lara Ramos, Hugo Gutiérrez Vega                                            | Federico Bermúdez Rattoni, Magdaleno Medina Noyola                                             | Roger Bartra Murià, Carlos Roberto Martínez Assad                                           | Narciso Lico Carrillo |
| 2014        | José Mauricio López Romero                                                              | Arnaldo Coen                                                                                                   | Dolores Castro Varela, Eraclio Zepeda                                                    | Carlos Federico Arias Ortiz, Mauricio Hernández Ávila                                          | Néstor García Canclini, Enrique Semo                                                        | Carlomagno Pedro Martínez, Alberto Vargas Castellano |
| 2015        | Raúl Rojas González, Enrique Galindo Fentanes                                           | Enrique Carbajal, Ignacio López Tarso, Fernando López Carmona                                                  | David Huerta, Felipe Garrido, Clementina Yolanda Lastra García                           | Jorge Carlos Alcocer Varela, Fernando del Río Haza                                             | Antonio Armando García de León Griego                                                       | Los Folkloristas, Victorina López Hilario |
| 2016        | Lourival Domingos Possani Postay, Luis Enrique Sucar Succar                             | Gabriela Ortiz Torres                                                                                          | Elsa María Cross y Anzaldúa                                                              | Ana Cecilia Noguez Garrido, David Kershenobich Stalnikowitz                                    | Aurelio de los Reyes García Rojas                                                           | Manuela Cecilia Lino Bello |
| 2017        | Emilio Sacristán Rock                                                                   | Nicolás Echevarría                                                                                             | Alberto Ruy Sánchez                                                                      | María Elena Álvarez-Buylla                                                                     | María de las Mercedes Guadalupe de la Garza y Camino                                        | Francisco Barnett Astorga |
| 2018        | Ricardo Chicurel Uziel, Leticia Myriam Torres Guerra                                    | Rossana Filomarino                                                                                             | Angelina Muñiz-Huberman                                                                  | Carlos Alberto Aguilar Salinas, Mónica Alicia Clapp Jiménez Labora                             | Salomón Nahmad y Sittón                                                                     | Leonor Farldow Espinoza |
| 2019        | María Esperanza Martínez Romero                                                         | Hugo Alberto Barrera Saldaña, Yunny Meas Vong                                                                  | Concepción María del Pilar Company Company                                               | Abraham Oceransky Quintero                                                                     | Diego Valadés Ríos                                                                          | Carmen Vázquez Hernández |
| 2020        | Guillermina Ferro Flores, Jorge Ancheyta Juárez                                         | Hersúa | Adolfo Castañón                                                                          |                                                                                                | Alfredo López Austin                                                                        | Mario Agustín Gaspar |
| 2021        |                                                                                         | Sergio Ismael Cárdenas Tamez                                                                                   | Óscar Oliva                                                                              |                                                                                                | Fernando Serrano Migallón                                                                   | Taller Leñateros |
| 2022        |                                                                                         | María Rojo | Selma Ancira                                                                             |                                                                                                | Antonio Rubial García                                                                       | Abigail Mendoza |
| 2023        |                                                                                         | Claudio Valdés Kuri                                                                                            | Beatriz Espejo                                                                           |                                                                                                | José Manuel Valenzuela Arce                                                                 | Guillermo Velázquez |
| 2024        |                                                                                         | Gerardo Tamez                                                                                                  | Vicente Quirarte                                                                         |                                                                                                | Teresa Rojas Rabiela, Leonardo López Luján                                                  | Juana Bravo Lázaro, Antolín Vázquez Valenzuela |

En 2011 se anunció que a Daniel Sada se le concedía el premio en Lingüística y Literatura. Sada no pudo ser notificado, pues se encontraba sedado en el momento en que se hizo el anuncio, y falleció horas después, a consecuencia de una insuficiencia renal.